# Sjoestedtacris uniformis
Sjoestedtacris uniformis är en insektsart som beskrevs av Baehr 1992. Sjoestedtacris uniformis ingår i släktet Sjoestedtacris och familjen gräshoppor. Inga underarter finns listade i Catalogue of Life.